# Вейгопва, Сол
Сол Вейгопва (англ. Saul Weigopwa, 14 июня 1984) — нигерийский легкоатлет, призёр Олимпийских игр.
Со Вейгопва родился в 1984 году. В 2004 году на Олимпийских играх в Афинах стал бронзовым призёром в эстафете 4×400 м. В 2008 году принял участие в Олимпийских играх в Пекине, но не завоевал медалей.